# Berlin Open 1979
Il Berlin Open 1979 è stato un torneo di tennis giocato sulla terra rossa. È stata la 4ª edizione del Berlin Open che fa parte del Colgate-Palmolive Grand Prix 1979. Si è giocato a Berlino in Germania dal 18 al 24 giugno 1979.

## Campioni

### Singolare
Peter McNamara ha battuto in finale  Patrice Dominguez con il punteggio di 6–4, 6–0, 6–7, 6–2

### Doppio
Carlos Kirmayr /  Ivan Lendl hanno battuto in finale  Jorge Andrew /  Stanislav Birner con il punteggio di 6–2, 6–1